# Nguyễn Thắng Xuân
Nguyễn Thắng Xuân là một sĩ quan cao cấp của Quân đội nhân dân Việt Nam, hàm Thiếu tướng, hiện là Chủ nhiệm Chính trị Quân khu 2.

## Tiểu sử
Tháng 8 năm 2012, khi còn mang quân hàm Đại tá, Nguyễn Thắng Xuân được bổ nhiệm làm Chính ủy Sư đoàn 316, Quân khu 2. Tháng 3 năm 2014, ông được điều làm Chính ủy Bộ chỉ huy quân sự tỉnh Điện Biên. Ngày 26 tháng 10 năm 2016, ông được bổ nhiệm giữ chức Phó Chủ nhiệm Chính trị Quân khu 2. Đến ngày 30 tháng 1 năm 2019 thì ông được thăng làm Chủ nhiệm Chính trị. Cũng trong năm này, ông được thăng hàm Thiếu tướng.